# Мельников, Вилли
Вилли Мельников (настоящее имя Виталий Робертович Мельников) (11 августа 1962, Москва — 18 октября 2016, там же) — российский многоязычный поэт-экспериментатор, фотохудожник. Получил известность благодаря претензиям на полиглотизм: по собственным утверждениям, знал более ста языков, однако этому не было объективных подтверждений. Сотрудник Института вирусологии РАМН, кандидат медицинских наук.

## Биография
Отец — Роберт Иванович Мельников (1937—1993) — полковник ракетных войск и артиллерии, научный сотрудник Института космических исследований РАН).
Как утверждал Вилли Мельников, языками он начал увлекаться в 4 или 5 лет и к шестому классу изучал некоторые германские языки, а также древние рунические типы письменности. В то же время он проявлял интерес и к другим языкам.
В 1984 году окончил Московскую ветеринарную академию. По его воспоминаниям, в академии с помощью однокурсников-иностранцев и радиопередач он изучил ряд африканских и южноамериканских языков. По профессии был врачом, биологом-вирусологом, научным сотрудником Института вирусологии им. Ивановского.
В 1984 году был призван на срочную службу в Советскую Армию, сначала в ракетную часть КТуркВО (город Байрамали, Туркменская ССР), затем знание шести языков вызвало подозрение его в шпионаже и, «чтобы не загреметь в дисбат», он написал рапорт о переводе в действующую 40-ю армию.
В Афганистане ознакомился с местными языками.
22 ноября 1985 года в районе города Герат ракетный дивизион, в котором он нёс службу в качестве военного фельдшера, подвергся миномётному обстрелу, в результате шесть его сослуживцев получили осколочные ранения, а он — контузию. По мнению Вилли, ранение повлияло на его способность понимать и усваивать незнакомые языки, в том числе просто слушая чужую речь от собеседника.
В 1990-е годы, по собственным заявлениям, освоил множество языков благодаря личным контактам с их носителями.
Скончался от последствий инсульта.
Похоронен в Москве на Люблинском кладбище.

## Языки

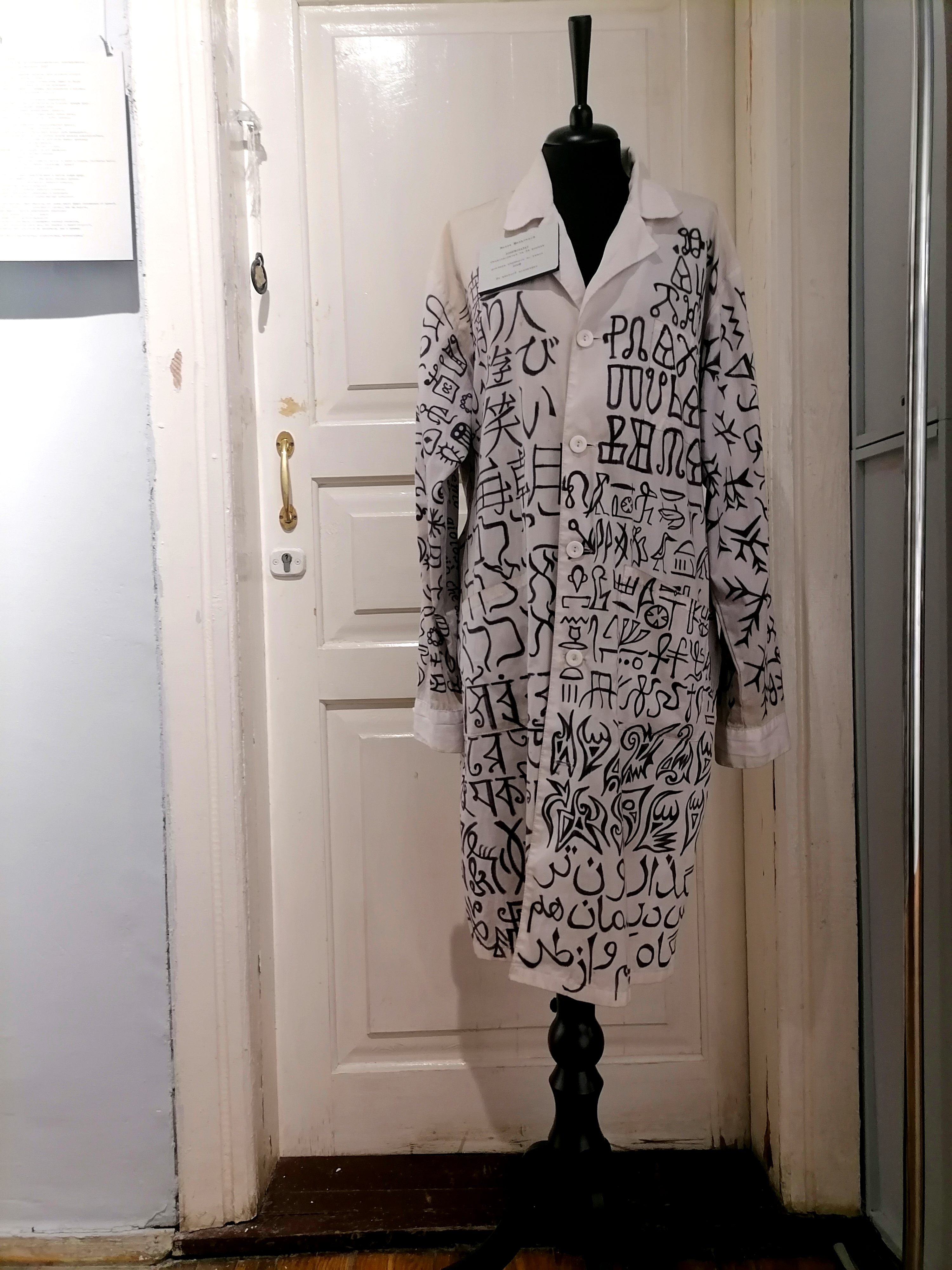
Лингвохалат В. Мельникова. 2008

По собственным заявлениям, он писал стихи на 93 языках, свободно говорил на 153 наречиях и читал на 250 языках, а все эти способности у него появились после контузии на афганской войне. Мельников называл следующие языки, помимо родного русского: британский английский, американский английский, канадский английский, австралийский английский, креольский английский (пиджин), итальянский, испанский, французский, немецкий и его диалекты, албанский, венгерский, чешский, белорусский, датский, фарерский, шведский, исландский, фризский, древнеанглийский, финский, латышский, вестготский, гаэльский, шэттли, дари, пушту, кьялиуш, санскрит, бенгали, синдхи, мохенджо-даро, малаялам, джанти, непали, тибетский, тангут, чжурчжэнь, нганасанский, аркаим, орхон, серкул, «шумеро-аккадский», угарит, арамейский, набати, древнеегипетский, туарег-тифинак, суахили, эве, догон, мэо, японский, ительменский, алюторский, старославянский (кириллица и глаголица), хеттский, наси-доньба, айнский, юкагир, цыганско-кэлдэрарский, кьярдилд, калкадун, гавайский, нан-мадол, икшью, древнеирландский огам, хопи, навахо, кечуарани, гуанчи, пиктский, тольтек-науатль, эйемпу, кшерденский, уавниффа, кохау-ронго-ронго, кхаршат, цклан, си-по, фракийский, словенский, шоштхвуа, шайен, согдийский, дхурр-вуэммт, пхадмэ, якутский, чибча-артамбо, ваи, чероки, чькуатта, маурья, фьярр-кнем, хакутури, рохгау, хекагуайчиунэ, рдеогг-семфанг, юпик, кри.

## Творчество

### Фильмография
В октябре 2004 года в Киеве на киностудии им. А.Довженко снялся в художественном фильме «Мир меня не поймал» об украинском философе XVIII века Григории Сковороде (режиссёр Юрий Зморович).
Снялся в экранизации 12-серийного фильма по роману Бориса Пастернака «Доктор Живаго» (режиссёр Александр Прошкин) в роли Вольдемара.

### Поэзия и литература
Сочинял стихи на многих языках. Одно из изобретений — «интроксианалингва», стиль написания текста, когда русские слова заменяются похожими по звучанию словами других языков. Например, «заманить собаку» -> «суахили zamaniть +яп. 砂漠». Увлекался словотворчеством, создавая «слова-кентавры», которые называет «муфтолингвами». Например, «долг платежом красен» преобразуется при этом так: «Задолжадность возвращедростью красна!».

### Другое
Увлекался фотографией и декоративным искусством. Называл свои художественные стили «лингвогобеленами» и «натюрвивами» («живая природа»). Украшал вещи надписями на разных языках. Утверждал, что обладает «ченнелингом» — способностью понимать написанное на незнакомом языке. В частности, делал предсказание о смысле текста на Фестском диске — шаманское заклинание для общения с духами.
Стоит отметить и музыкальные проекты с участием Вилли Мельникова, в числе которых — лингво-музыкальная программа «Вокруг света за 80 минут» с участием джазового музыканта из Рязани Константина Панкратова, совместный диск с рязанской маткор-группой Irine, выпущенный в 2013 году. С 2013 года Вилли Мельников также принимал участие в совместных концертах с авторами-исполнителями Максимом Ляшко и Александром Гурьяновым — концертная программа носит название «За язык». В 2019 году Максим Ляшко и Александр Гурьянов выпустили на «Отделении Выход» CD-диск «За язык. Памяти Вилли Мельникова».

## О Мельникове
О В. Мельникове вышла передача из цикла «Познай себя» на телеканале «Здоровое ТВ». Фигурировал в псевдодокументальных фильмах «Тайны мозга. Вилли Мельникова» (или «Осторожно, мозг!»), (РТР); «В объятиях смерти» из цикла «Необъяснимо, но факт» (ТНТ).
Феномен Мельникова вызывал интерес у лингвистов и психофизиологов. Некоторые цитаты учёных приведены ниже:
Мы изучали способности Вилли. Он, безусловно, гениальный человек./…/
Вилли же уникален еще и тем, что подчиняет полиглоссию своим творческим задачам. То есть не изучает языки так, чтобы проводить туристические экскурсии, а творит на них, играет с ними./…/
Он был стандартным полиглотом до травмы./…/
Благодаря Вилли мы, кстати, нашли общее в судьбах полиглотов. Во-первых, любовь к языкам у них рождается в детстве. Во-вторых, растут они, как правило, в многоязыковой семье или среде. То есть с ранних лет для них мир звучит на разных языках. И главное — цель, которую они себе ставят.Доктор филологических наук, ведущий научный сотрудник Института языкознания РАН, профессор  Московского государственного лингвистического университета Дина Никуличева

## Память
11 августа 2017 года, в день рождения Вилли Мельникова, в Музее истории молодёжного движения города Рязани открылась посвящённая ему выставка «Моё сердце Рязанято».